# محوطه پل ناهوک ۱
محوطه پل ناهوک ۱ مربوط به هزاره سوم و ۴ قم است و در شهرستان سراوان، بخش جالق، دهستان ناهوک، روستای ناهوک، ۱۵۰ متری شرق پل ناهوک واقع شده و این اثر در تاریخ ۲۸ اسفند ۱۳۸۵ با شمارهٔ ثبت ۱۸۹۵۲ به‌عنوان یکی از آثار ملی ایران به ثبت رسیده است.